# I Wanna Be with You (canción)
«I Wanna Be with You» —en español: «Yo quiero estar contigo»— es una canción pop interpretada por la cantante estadounidense Mandy Moore, producida por Keith Thomas, e incluida en el año 2000 en el homónimo segundo álbum de estudio de la cantante, I Wanna Be with You. De acuerdo a Billboard, «I Wanna Be with You» es el segundo sencillo más exitoso de toda la carrera de Mandy Moore en la principal lista de Estados Unidos: la Billboard Hot 100.
Durante el segundo semestre del año 2000, "I Wanna Be with You" fue lanzada por el sello Epic Records como el primer y único sencillo de su segundo álbum. Con ello, "I Wanna Be with You" se convirtió en el tercer sencillo de Mandy Moore exitoso en Australia.

## Antecedentes
Antes de promoción de So Real había terminado aún, Moore ya había comenzado a trabajar en nuevo material. Debido a que su álbum debutó solo fue lanzado en Estados Unidos y otros poco países, Epic Records tendría la tarea lanzar una versión internacional del disco anterior para dar a conocer a Moore en otras tierras. En abril de 2000, anunció que este álbum llevaría el nombre de I Wanna Be With You y sería lanzado como el segundo álbum de estudio de la cantante. El nuevo álbum incluía canciones que no entró en la selección final de la álbum debut, estas fueron modificadas y grabadas de nuevo. I Wanna Be with You mantiene los mismos géneros del último álbum adolescente-pop, pop dance- y pop bubblegum.
Entre julio y agosto de 2000, Epic Records en Estados Unidos y Europa como primer sencillo sencillo del álbum. En 2004, el sello incluyó «I Wanna Be With You» en el primer recopilatorio de Moore, The Best of Mandy Moore. Posteriormente, en 2007, en su tercer recopilatorio Super Hits.

## Composición
«I Wanna Be With You» es una balada con elementos del teen pop. Está compuesta en la tonalidad re mayor y presenta un compás de 4/4, con un tempo moderadamente lento de 88 pulsaciones por minuto. El registro vocal de Moore se extiende sobre más de una octava, desde la nota fa sostenidor mayor3 hasta la nota si4.

## Recepción

### Comercial
«I Wanna Be With You» fue exitoso en las radios de América; en los Estados Unidos se posicionó n.º 24 en el Billboard Hot 100, debido a las gran rotación de la canción en las emisoras de radio, alcanzó la posición n.º 11 en Billboard Pop Songs además de esto, debutó en la posición n.º 14 en Billboard Top 40 Tracks, y alcanzó el puesto n.º 3 en ARC Top 40. En suma, según Nielsen SoundScan, hasta junio de 2011 «I Wanna Be With You» vendió más de 315 mil copias físicas y 100 mil descargas digitales en los Estados Unidos. 
En Europa específicamente en Reino Unido alcanzó la posición n.º 21, se segunda canción en entrar a esta lista musical, logró vender solo 75 mil copias. Armenia debutó en la posición n.º 19, en Alemania y Austria solo alcanzó el Top 100, en las posiciones n.º 70 y n.º 66. Se posicionó instantáneamente n.º 11 en las listas musicales de sencillos de Australia, logrando vender más de 60 mil copias y recibiendo una certificación de disco de oro por ARIA. En Taiwán se convirtió en el segundo sencillo Top 20 de Mandy Moore en la Lista Musical Taiwán de Sencillos, vendiendo más de 15 mil copias, recibiendo disco de platino por (RIT). En Tailandia se convirtió en el tercer sencillo Top ten, posicionándose en puesto n.º 9, logrando obtener la certificación de Disco Doble-Platino por (TECA), tras vender más de 200 mil copias. En Filipinas se posicionó en el puesto n.º 23, vendiendo más 75 mil copias y siendo certificado disco de oro por (PARI).

## Vídeo musical
Fue dirigido por Nigel Dick, quien para ese entonces había trabajo con Britney Spears y Jessica Simpson. 
- El vídeo musical comienza con escenas de ella llegando a un teatro, sube las escalera y abre una puerta de uno de los salones de teatro, luego se sienta. Comienzan a llegar varios chicos, los cuales son el elenco de la película Center Stage. Posteriormente comienzan a verse fragmentos de la película en pequeños espejos, también se puede observar las bailarinas de ballet.

Tuvo un éxito moderado en programas de canales musicales, como Total Request Live de MTV, en el momento de la grabación del video Moore solo contaba con 16 años de edad. El 25 de marzo de 2011, Sony Music publicó el video en la cuenta de Vevo de Moore donde ha alcanzado más de veintidós millones de reproducciones.

## Formatos
Australia CD Single
1. «I Wanna Be With You» - 4:12
2. «Let Me Be The One» - 3:48
3. «Candy» - (Rhythm Masters club mix) - 7:35
4. «I Wanna Be With You» - (Soul Solution remix - extended) - 10:16

Single Pt.1
1. «I Wanna Be With You» 4:14
2. «Let Me Be The One» 3:49
3. «Love Shot» 4:24

12" Single
1. «I Wanna Be With You» (Soul Solution Mix)
2. «I Wanna Be With You» (Soul Solution Dub)

## Posicionamiento
| Listas (2000)             | Posición |
| ------------------------- | -------- |
| ARC Top 40 Singles        | 3        |
| Tailandia Singles Chart   | 9        |
| Billboard Pop Songs       | 11       |
| Australia Singles Chart   | 11       |
| Billboard Top 40 Tracks   | 14       |
| Taiwán Top 40             | 19       |
| Reino Unido Top 75        | 21       |
| Billboard Hot 100         | 24       |
| Billboard Rhythmic Top 40 | 31       |
| Austria Singles Chart     | 66       |
| Alemania Singles Chart    | 70       |